# Samhent
Samhent fue una forma métrica de composición, de las más antiguas en la poesía escáldica que se conservan algunos poemas en Skálholtsbók. Se compone de dos grupos octosilábicos con cuatro acentuaciones, parecido a stafhent, pero rima en 'aaaa'. Las rimas son siempre en masculino. No hay paralelismos con las estrofas de las baladas con dos líneas en rímur. Era una forma menos común que stafhent.